# Tynaarlo
Tynaarlo este o comună și o localitate în provincia Drenthe, Țările de Jos. 

## Localități componente
Bunne, Bunnerveen, De Groeve, De Punt, Donderen, Eelde, Eelderwolde, Midlaren, Oudemolen, Paterswolde, Taarlo, Tynaarlo, Vries, Winde, Yde, Zeegse, Zeijen, Zuidlaarderveen, Zuidlaren.